# Konrad II. (Freiburg)

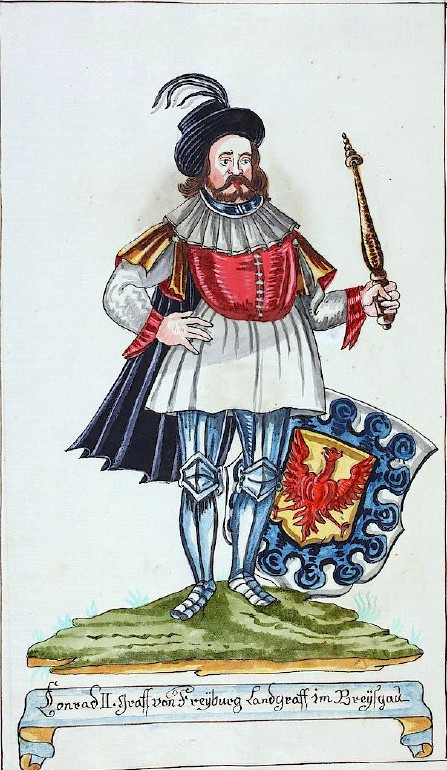
Graf Konrad II. von Freiburg

Konrad II. (* vor 1316; † 10. Juli 1350 in Freiburg im Breisgau) war Graf von Freiburg.
Er war der älteste Sohn Eginos II. von Freiburg und der Katharina von Lichtenberg.

## Regierungsantritt
Als Konrads Vater Graf Egino II. aus Geldmangel ein Gut nach dem anderen veräußerte, setzte sein Sohn ihn auf der Burg Freiburg gefangen. Da übergab der Alte nach einer Urkunde vom 31. März 1316 seinem Sohn Konrad wie es heißt ungezwungen die herschaft ze Friburg, burg und stat (Stadt), dienstman und man, eigen, erbe und lehen, berge und wiltbenne und kilchensetze (Pfründen), und was zuo der vorgenanten herschaft ze Friburg höret, in allem dem rehte (Rechte), alse wir die selbe herschaft ze Friburg har hant braht (geerbt) von unsern vordern.

## Die Entmachtungsurkunde von 1327
Doch auch Konrad II. kommt mit dem ihm von der Stadt gezahlten Geld nicht aus und setzt die Praxis seines Vaters fort, Grundbesitz und Privilegien zu verpfänden oder zu verkaufen. So überlässt er im Jahre 1327 um 303 Mark Silber die alte Stammburg der Zähringer zusammen mit dem Dorf und Reute, Gundelfingen, Holden- und Wildthal auf ewig dem Schultheißen Schnewelin Bärenlapp. Das geht den Freiburgern entschieden zu weit. Deshalb erkaufte sich die Stadt im Jahre 1327 mit 4000 Mark Silber eine Urkunde, worin Graf Konrad und sein Sohn Friedrich gelobten, nichts Ferneres von ihren Gütern auf irgend eine Weise zu veräußern, auch nichts an der Herrschaft zu ändern, keine ihrer Töchter zu verheurathen, und keinen eigenen Krieg zu führen, ohne des Rathes zu Freiburg Wissen und Willen. Zugleich erlauben die Grafen den Bürgern, und geben ihnen volle Gewalt, sich zu jeder Zeit und mit wem sie wollen, zu verbinden. Wäre auch der Graf Jemands Helfer, gegen den die Bürger im Bunde ständen, so hätten diese nicht den Grafen, sondern ihre Eidgenossen zu unterstützen. Bürger und Rath sollen auch ferner die Münze ganz in ihrer Gewalt haben; nur so etwas Ueberschuß bleibe, möge er dem Grafen zukommen. Schließlich erklären sich diese, so sie oder ihre Erben von einem der festgesetzten Punkte abgiengen, für meineidig und rechtlos, und darum die Herrschaft von Freiburg ganz und gar den Bürgern ledig und anheimfalle; so daß sich diese einen Herren nach Belieben wählen mögen.
Mit dem erworbenen Münzregal ließ die Stadt aus dem am Schauinsland geschürften Silber einseitig geprägte Münzen mit einem Adlerkopf schlagen. Wegen des stark gekrümmten Schnabels lässt sich jedoch in dem Profil eher ein Rabenkopf erkennen und so heißt der sogenannte Friburger im Volksmund bald Rappen.

## Städtebündnisse am Oberrhein und Rappenmünzbund
Die Urkunde von 1327 untergrub die Autorität der Grafen gewaltig, denn nun schloss die Stadt Bündnisse und stand bald mit den bedeutendsten Städten, Fürsten und Edlen nah und ferne im engsten Schutz und Trutzverbande darunter anfänglich den Städten Straßburg, Mainz, Worms Speier, Konstanz, Zürch, Lindau und seit 1350 Breisach und Basel. Da war es nur natürlich, dass sich im Jahre 1377 Basel, Breisach, Colmar und Freiburg zur Genossenschaft der Rappenmünze zusammenschlossen. Dieser Rappenmünzbund, der bis 1584 bestand, erleichterte als gemeinsame Währung den Handel am Oberrhein beträchtlich.

## Judenverfolgung in Freiburg
Am 12. Oktober 1338 hatte der Freiburger Stadtrat den ansässigen Juden einen umfassenden Sicherungs- und Freiheitsbrief ausgestellt, im Januar 1349 gilt dieser nicht mehr. Unter Konrads Herrschaft kam es in Freiburg und im gesamten Oberrheingebiet zu Judenverfolgungen wegen angeblicher Brunnenvergiftung. Nach grausamer Folterung legten viele von ihnen erzwungene Bekenntnisse ihrer Schuld ab. Nachdem Basel vorangegangen war, kam es am 30. Januar 1349 auch in Freiburg zur Verbrennung der angeblich schuldigen Juden. Die Unverdächtigen wurden verjagt, die Kinder der Hingerichteten wurden zur Taufe gezwungen. Außerdem hielt man sich am Vermögen der unschuldig Getöteten schadlos.
Nach dem Tode Konrads II. übernahm sein ältester Sohn Friedrich die Herrschaft.

## Ehe und Nachkommen
Graf Konrad heiratete 1290 Katharina von Lothringen die Tochter von Friedrich III. dem Herzog von Oberlothringen und später in zweiter Ehe Anna von Signau. Er hatte drei Söhne:
- Friedrich (1316–1356)
- Egon († 1385)
- Eberhard († 1357)